# Molí fariner (Alpicat)
El Molí fariner és una obra d'Alpicat (Segrià) inclosa a l'Inventari del Patrimoni Arquitectònic de Catalunya.

## Descripció
Instraestructura d'un antic molí fariner. L'edifici actual és el resultat de diverses intervencions dutes a terme en diversos moments històrics. Es conserven algunes moles, ara reutilitzades com a elements ornamentals.